# Искусство быть смирным
Искусство быть смирным — второй советский сингл/EP  рок-группы «Аквариум», выпущенный фирмой «Мелодия» в виде грампластинки. В сингл вошли песни из альбома «Радио Африка» (запись и сведение Андрея Тропилло и Виктора Глазкова в студии MCI летом 1983 года). Примечательным является то, что песни на EP представлены без радиошумов, присутствующих на самом альбоме.

## Участники записи
- Андрей Романов — вокал
- БГ — гитара, вокал, автор
- Александр Титов — бас-гитара
- Владимир Грищенко — бас-гитара
- Александр Ляпин — электрогитара
- Михаил Васильев — перкуссия
- Александр Кондрашкин — ударные, перкуссия
- Всеволод Гаккель — вокал, бас-гитара
- Сергей Курёхин — клавишные
- Михаил Кордюков — барабаны

## Список композиций

### Сторона 1
1. Искусство быть смирным — 4.32
2. Мальчик Евграф — 2.22

(группа «Аквариум» — Б.Гребенщиков)

### Сторона 2
1. Тибетское танго — 2.58 (С.Курёхин)
2. С утра шёл снег — 3.50

(группа «Аквариум» — Б.Гребенщиков)